# District hospitalier de Kainuu
Le district hospitalier de Kainuu (sigle Kainuun sote) est un district hospitalier regroupant les municipalités de la région de Kainuu.

## Municipalités membres
Le district regroupe 8 communes,:
| - Hyrynsalmi - Kuhmo - Kajaani - Paltamo | - Ristijärvi - Sotkamo - Suomussalmi - Puolanka |

## Hôpitaux du district
- Hôpital central de Kainuu, Kajaani